# 尖鼻腔吻鳕
尖鼻腔吻鳕（学名：Coelorhynchus productus）为长尾鳕科腔吻鳕属的鱼类。分布于日本南部骏河湾、高知等外海到琉球冲绳岛附近深海内以及东中国海东南部琉球海沟南部海域等，属于西北太平洋暖温带远洋底层鱼类。其常生活于水深271-600米海区。该物种的模式产地在日本骏河湾。